# Peschetius quadricostatus
Peschetius quadricostatus är en skalbaggsart som först beskrevs av Aubé 1838.  Peschetius quadricostatus ingår i släktet Peschetius och familjen dykare. Inga underarter finns listade i Catalogue of Life.